# 长江出版社
30°36′53″N 114°18′06″E / 30.61476°N 114.30178°E
长江出版社，是中华人民共和国湖北省武汉市的一个出版社，位于武汉解放大道1863号防汛科技大楼。

## 沿革
2004年5月4日，长江出版社在武汉成立，由长江水利委员会主持经营并控股。它也是中国最早的股份制公司出版社。